# دنه
دنه هي قرية فلسطينية عربية تقغ في الشمال الغربي لمدينة بيسان، وتربطها طريق فرعية ممهدة بطريق العفولة– بيسان الرئيسة المعبدة. تربطها طرق فرعية ممهدة أخرى بقرى كفرة، الطيبة، يبلى، المرصص، كفر مصر، طمرة، ناعورة وإندور. كما كانت تمر بها فيما مضى أنابيب شركة نفط العراق المنتهية في حيفا.
أقيمت قرية دنة على بقعة قرية “تينا عام” منذ العهد الروماني عند سفوح جبل طيرة الخراب (150م) أحد مرتفعات الجليل الأدنى المطلة على سهل مرج ابن عامر وسهل بيسان. وترتفع 100م عن سطح البحر. وعدد بيوتها قليل، ومعظمها مبني بالحجر واللبن. اتخذ مخططها شكلًا مستطيلًا، وتمتد مبانيها من الجنوب إلى الشمال. كما امتدت مبانيها في أواخر فترة الانتداب على شكل محور بمحاذاة الطريق المؤدية إلى قرية كفرة المجاورة. وبالرغم من نموها العمراني فقد ظلت مساحتها صغيرة لا تتجاوز 15 دونمًا. تشتمل دنة على بعض الدكاكين الصغيرة وعلى جامع يضم الشيخ دانيال. وتشرب من مياه بئرين واقعتين في قاع واد يمر بطرفها الغربي. كما كانت القرية شبه خالية من المرافق والخدمات العامة.
تبلغ مساحة أراضي دنة 6,614 دونمًا منها 75 دونما للطرق والأودية و 206 دونمات تسربت لليهود.
كان في دنة نحو 176 نسمة في عام 1922. في عام 1931 انخفض عدد سكانها إلى 149 نسمة كانوا يقيمون في 28 بيتًا. وفي عام 1945 قدر عددهم بنحو 190 نسمة. وخلال حرب 1948 طرد اليهود السكان العرب من قريتهم ودمروا بيوتها.

## احتلال القرية وتطهيرها عرقيًّا
طرد سكان دنة في 28 أيار\ مايو 1948، يوم نقل الجيش الإسرائيلي من تبقى من سكان مدينة بيسان المجاورة إلى الناصرة. كان لواء غولاني هو المسؤول عن احتلال وادي بيسان والقيام بعمليات الطرد هذه.
ويقول المؤرخ الإسرائيلي بني موريس إن تدمير القرية كان بدأ مع حلول أيلول\ سبتمبر 1948. واعترض أحد زعماء مستعمرة مجاورة على تدمير دنة، بحجة أن القرية ربما تسمح بتخصيص بعض أراضيها لأغراض الاستيطان. وهذا يدل على أن بعض سكان القرية على الأقل مكثوا فيها، أو عادوا إليها بعد طردهم. لكن لا يعرف ماذا حل بهم بعد ذلك.

## القرية اليوم
تنمو اليوم الأعشاب والشوك والعليق والصبار حول ركام الأنقاض في موقع القرية. كما تنمو الأعشاب الكثيفة في الوادي وقرب النبع. أمّا الأراضي في المنطقة فيستغلها مزارعون إسرائيليون.

## المستعمرات الإسرائيلية على أراضي القرية
لا مستعمرات إسرائيلية على أراضي القرية.